# Contrières
Contrières település Franciaországban, Manche megyében. Lakosainak száma 366 fő (2018. január 1.). Contrières Orval, Orval-sur-Sienne, Quettreville-sur-Sienne, Saint-Denis-le-Vêtu, Saussey és Trelly községekkel határos.

## Népesség
A település népességének változása:
| Lakosok száma | 344  | 335  | 298  | 332  | 368  | 386  | 379  | 392  | 372  | 366  |
|               | 1968 | 1975 | 1982 | 1999 | 2006 | 2011 | 2013 | 2016 | 2017 | 2018 |